# Joc del gallina

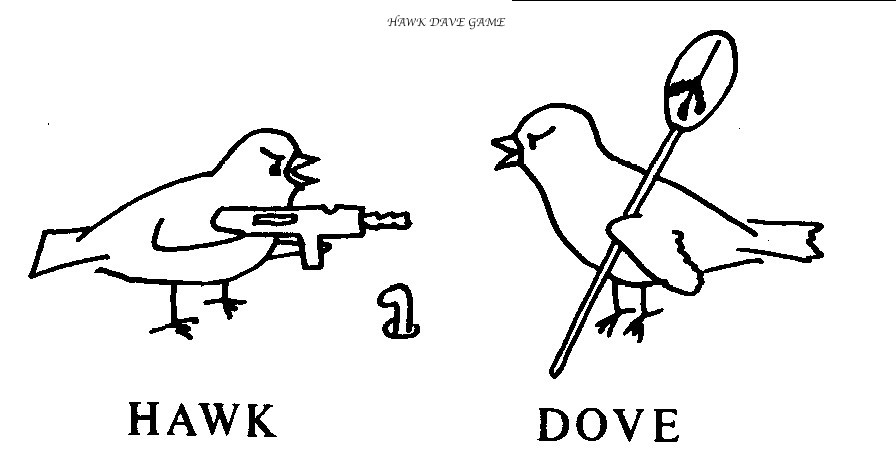

El joc del gallina (en anglès: game of chicken o també hawk–dove game) o de la pila de neu (snowdrift) és una competició d'automobilisme o motociclisme en què dos participants condueixen un vehicle en direcció al del contrari; el primer que es desvia de la trajectòria de xoc perd i és humiliat per comportar-se com un gallina (en sentit figurat, un covard). El joc es basa en la idea de crear pressió psicològica fins que un dels participants es fa enrere. Aquest joc és considerat com un joc estàtic amb informació completa.
Un dels primers exemples de joc del gallina es dona a la pel·lícula Rebel sense causa, encara que en aquella versió els jugadors condueixen els seus automòbils cap a un precipici, i el primer a saltar és el gallina. La versió en què els conductors kamikazes es dirigeixen cap al contrari es considera la tradicional.
És més freqüent que el joc aparegui a l'argument del cinema o la literatura de ficció que a la vida real. A la pràctica, només alguns adolescents o joves excessivament impulsius juguen al joc del gallina. Aquesta pràctica ha pres notorietat periodística a l'Uruguai a finals de la dècada del 2000 i principis del 2010, on diversos motociclistes han mort o s'han lesionat greument quan cap dels dos es va rendir i van xocar.
L'expressió "joc del gallina" s'aplica com a metàfora a una situació en què dos bàndols s'embranquen en una escalada en què no tenen res a guanyar i en què només l'orgull evita que es facin enrere. Bertrand Russell va comparar la carrera armamentística i l'escalada nuclear al joc del gallina.

## Gallina i teoria de jocs
La versió moderna del joc ha estat objecte d'investigació en la teoria de jocs, en què està associat als jocs que no són de suma zero. El principi subjacent és un mètode de negociació important. Es pot dir que és una estratègia en què cadascuna de les parts retarda fer concessions fins que el final del període de negociació és imminent. La pressió psicològica pot obligar un negociador a cedir per evitar un resultat negatiu. Pot ser una tàctica molt perillosa, ja que si cap de les parts cedeix, es produirà una col·lisió.
Com que la "pèrdua" que suposa girar és trivial en comparació a la col·lisió que es produirà si ningú gira, l'estratègia més raonable seria girar abans que el xoc es pugui produir. Així i tot, si un creu que el seu oponent és raonable, un també pot decidir no girar, en la creença que el rival serà raonable i decidirà girar, convertint l'altre en perdedor. Aquesta estratègia inestable es pot enunciar de manera formal dient que hi ha més d'un equilibri de Nash per a aquest joc, si anomenem equilibri el conjunt d'estratègies en què a cap dels jugadors li convé canviar la seva estratègia mentre els altres continuïn amb aquesta. En aquest cas, els equilibris són les dues situacions en què un jugador gira i l'altre no.
Una tàctica per a aquest joc és anunciar les pròpies intencions de manera convincent abans que el joc comenci. Per exemple, si un dels bàndols bloqueja de manera ostentosa el volant del vehicle abans del començament del duel, serà més probable que l'altre giri. Això il·lustra com, en algunes circumstàncies, reduir les pròpies opcions pot ser una bona estratègia. Un exemple d'això al món real seria el manifestant que s'encadena a un objecte perquè cap amenaça l'obligui a moure's, ja que no es pot.
La matriu de pagaments per al joc del gallina és la que es veu a continuació, en què cooperació és girar i no cooperació continuar conduint.
Aquest model dona per suposat que un escull una estratègia abans de començar a jugar i es manté en la mateixa cosa que no és realista, ja que si un jugador veu que l'altre gira aviat, pot seguir en línia recta, sense importar quins fossin els seus plans inicials.
En aquest model, en contrast amb el dilema del presoner, en què una acció és sempre la millor, un sempre ha de fer el contrari del que l'altre jugador faci.